# Гайфілд-Каскейд (Меріленд)
Гайфілд-Каскейд (англ. Highfield-Cascade) — переписна місцевість (CDP) в США, в окрузі Вашингтон штату Меріленд. Населення — 1082 особи (2020).

## Географія
Гайфілд-Каскейд розташований за координатами 39°42′49″ пн. ш. 77°29′40″ зх. д. / 39.71361° пн. ш. 77.49444° зх. д. (39.713593, -77.494567).  За даними Бюро перепису населення США в 2010 році переписна місцевість мала площу 4,49 км², уся площа — суходіл.

## Демографія
Згідно з переписом 2010 року, у переписній місцевості мешкало 1112 осіб у 443 домогосподарствах у складі 307 родин. Густота населення становила 248 осіб/км².  Було 499 помешкань (111/км²).
Расовий склад населення:
| - 94,6 % — білих - 2,0 % — чорних або афроамериканців - 0,4 % — корінних американців - 0,3 % — азіатів - 0,1 % — вихідців з тихоокеанських островів |

До двох чи більше рас належало 1,8 %. Частка іспаномовних становила 1,4 % від усіх жителів.
За віковим діапазоном населення розподілялося таким чином: 22,9 % — особи молодші 18 років, 64,3 % — особи у віці 18—64 років, 12,8 % — особи у віці 65 років та старші. Медіана віку мешканця становила 41,1 року. На 100 осіб жіночої статі у переписній місцевості припадало 96,8 чоловіків;  на 100 жінок у віці від 18 років та старших — 97,0 чоловіків також старших 18 років.
Середній дохід на одне домашнє господарство  становив 62 375 доларів США (медіана — 51 739), а середній дохід на одну сім'ю — 75 895 доларів (медіана — 61 161). За межею бідності перебувало 11,5 % осіб, у тому числі 20,6 % дітей у віці до 18 років та 15,3 % осіб у віці 65 років та старших.
Цивільне працевлаштоване населення становило 399 осіб. Основні галузі зайнятості: роздрібна торгівля — 13,8 %, освіта, охорона здоров'я та соціальна допомога — 13,8 %, публічна адміністрація — 11,8 %, фінанси, страхування та нерухомість — 11,0 %.